# Реквієм (Цілком таємно)
Реквієм (Requiem) — 22-й і завершальний епізод сьомого сезону серіалу «Цілком таємно». Епізод належить до «міфології серіалу» та надає можливість краще з нею ознайомитися. Прем'єра в мережі «Фокс» відбулася 21 травня 2000 року.
У США серія отримала рейтинг Нільсена, рівний 8.9, це означає, що в день виходу її подивилися 15.26 мільйона глядачів.

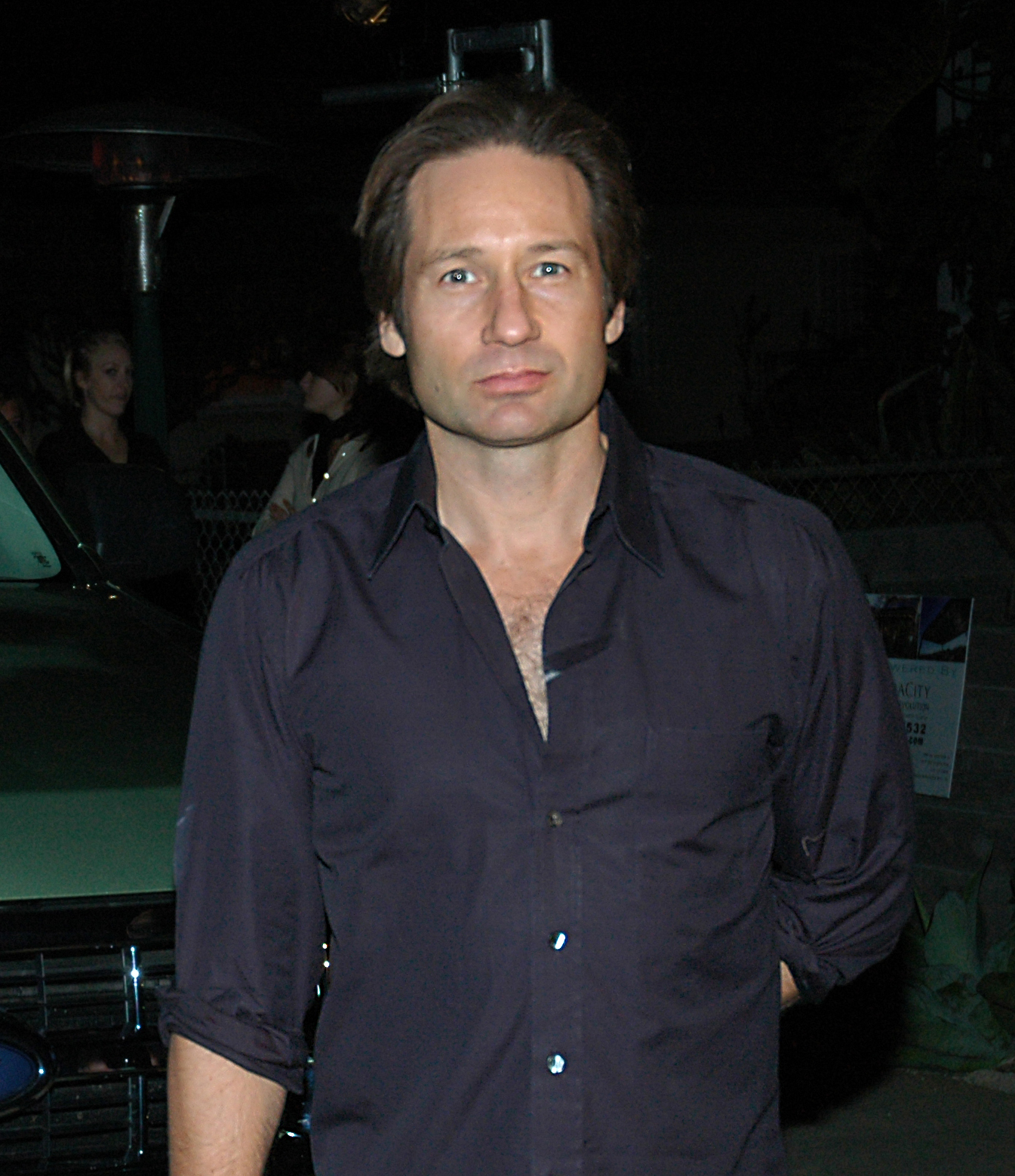

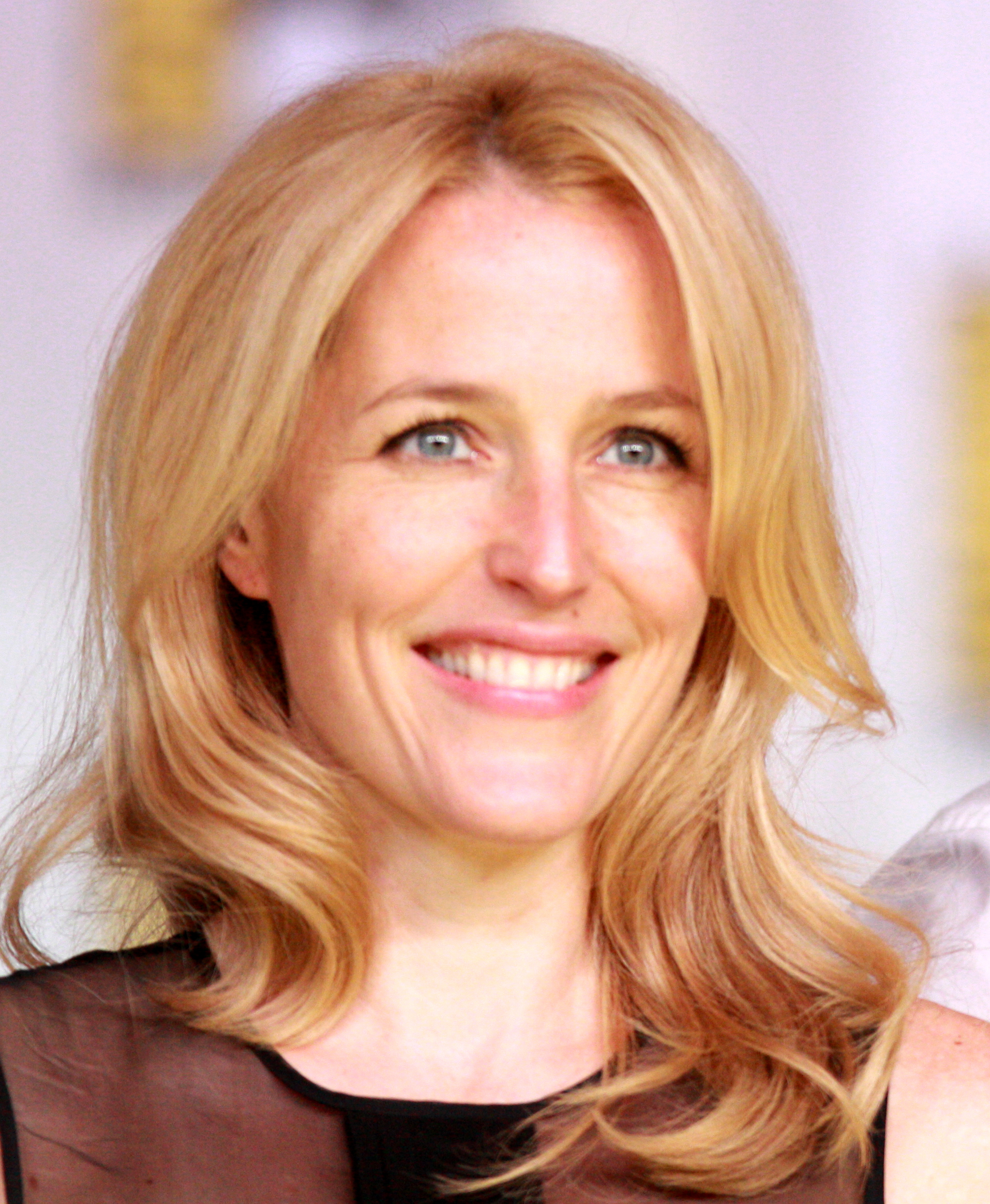

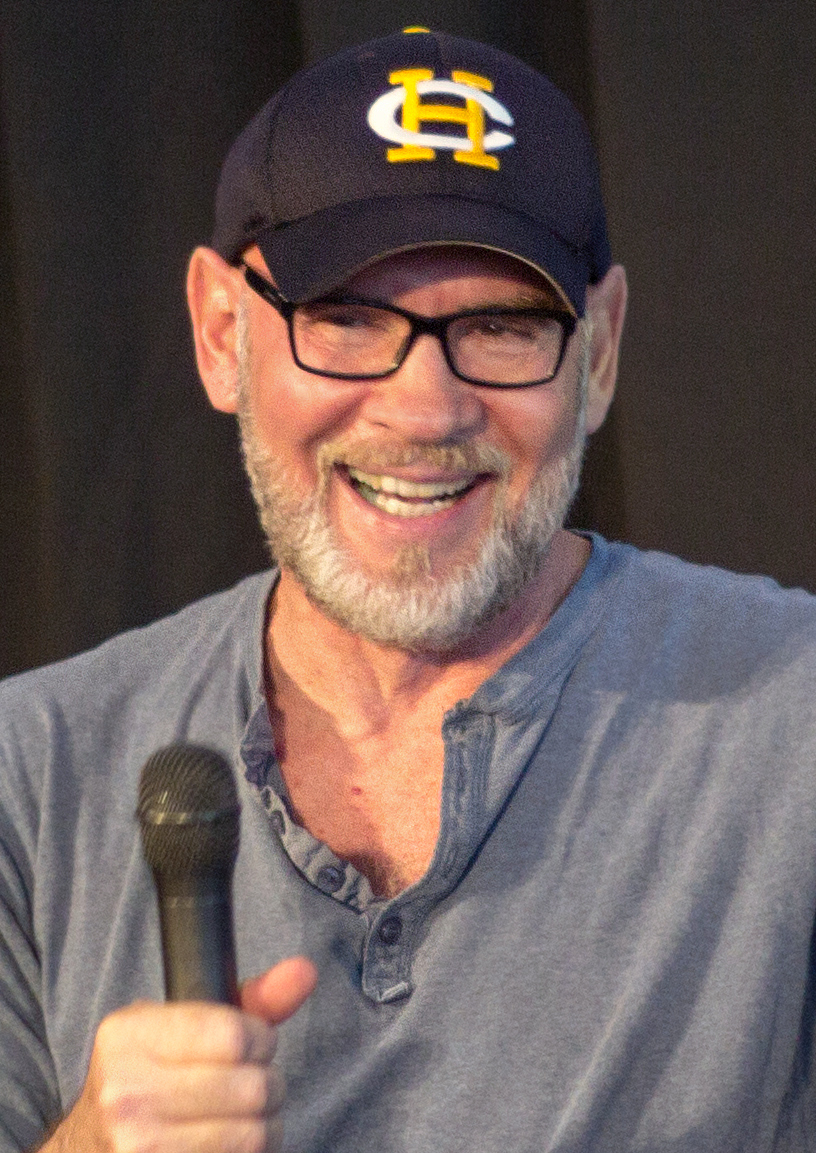

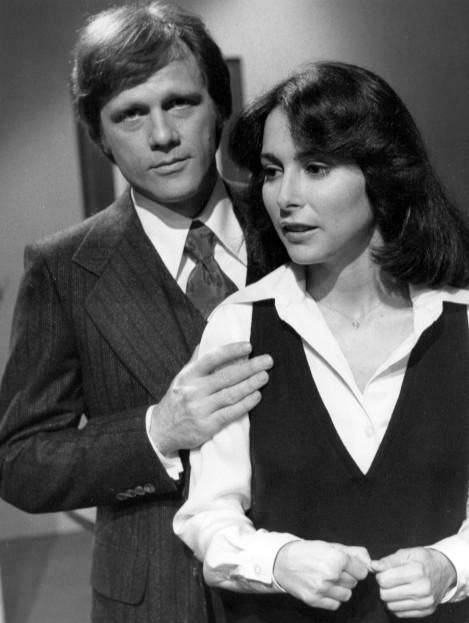

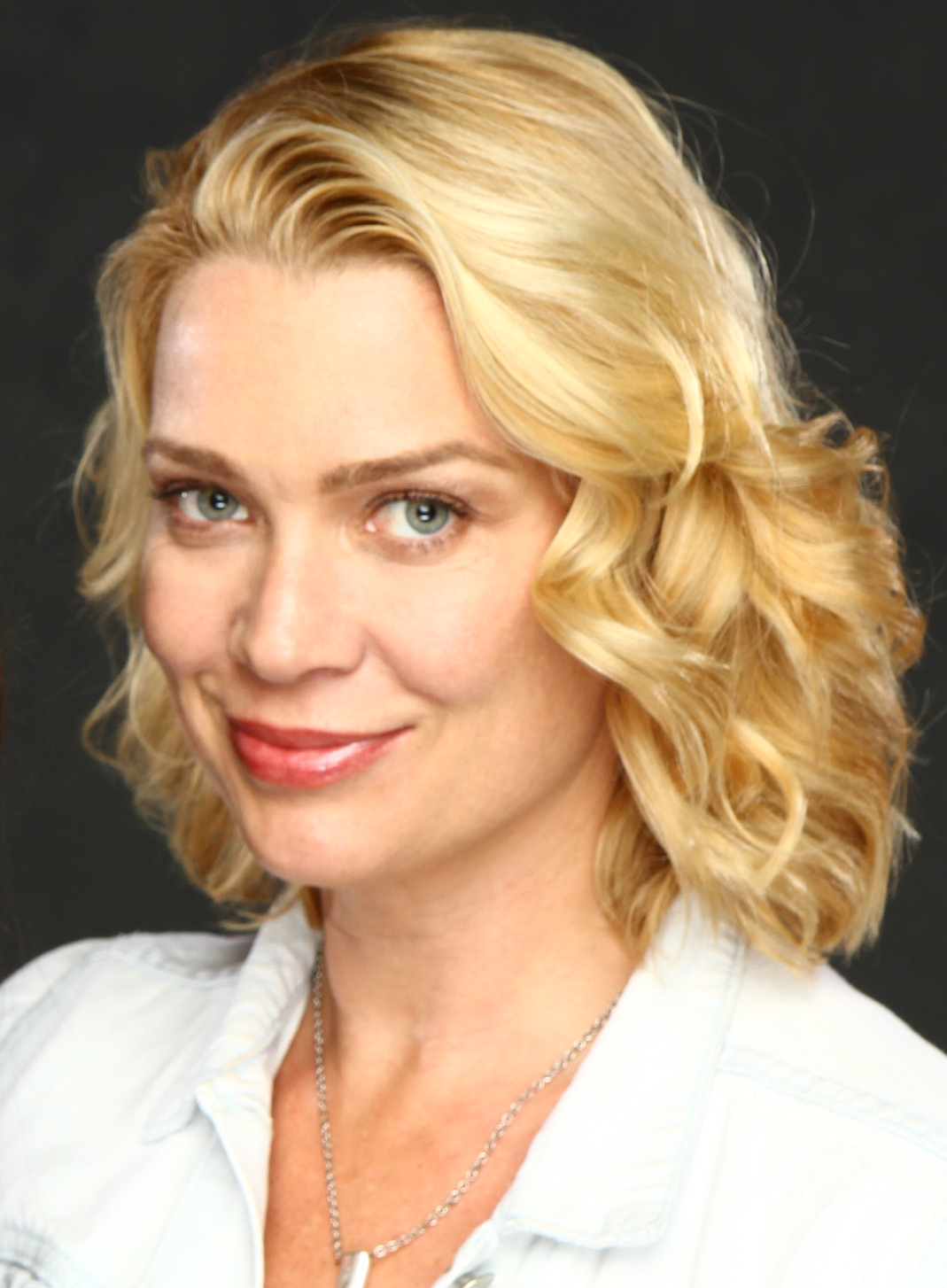

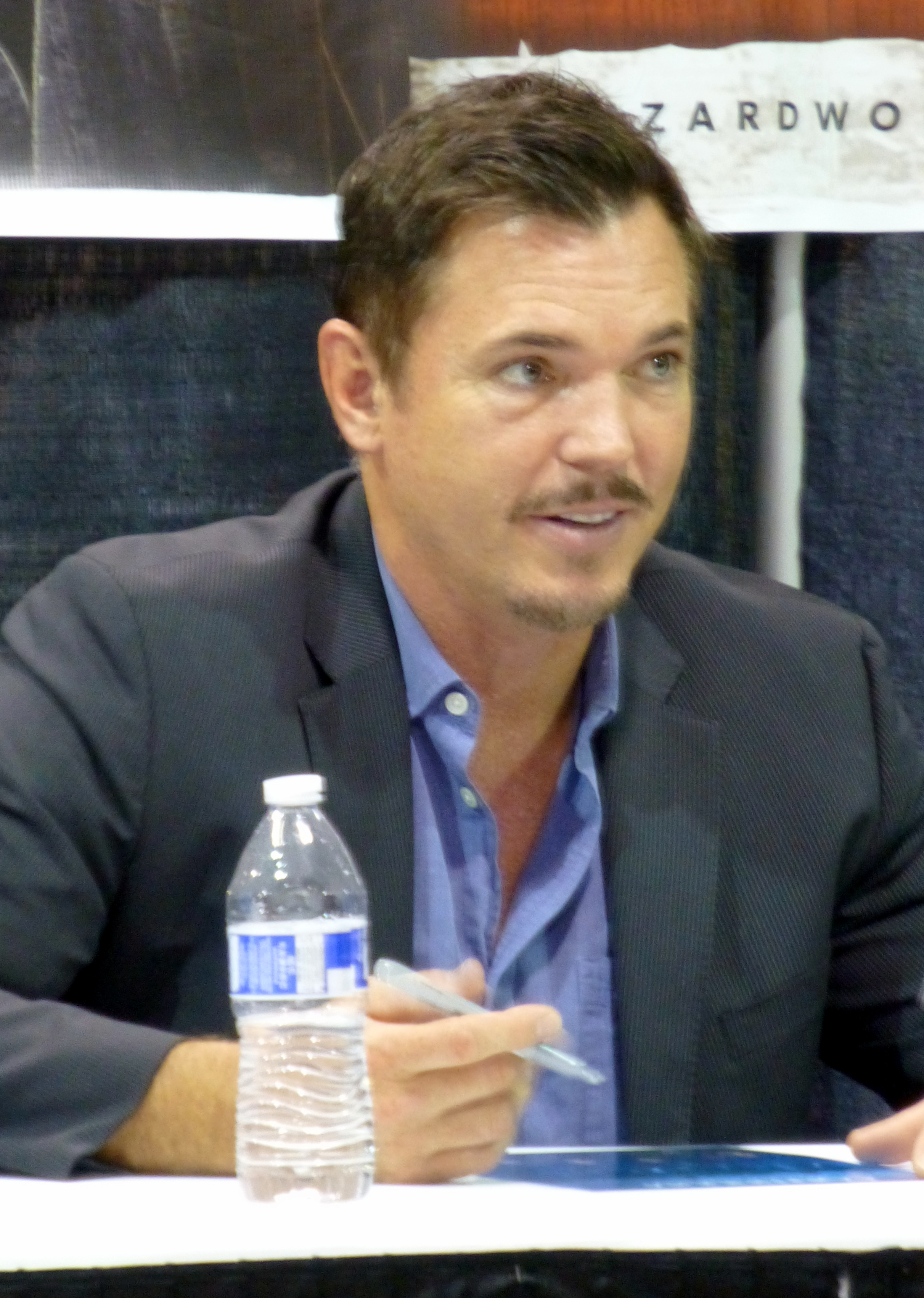

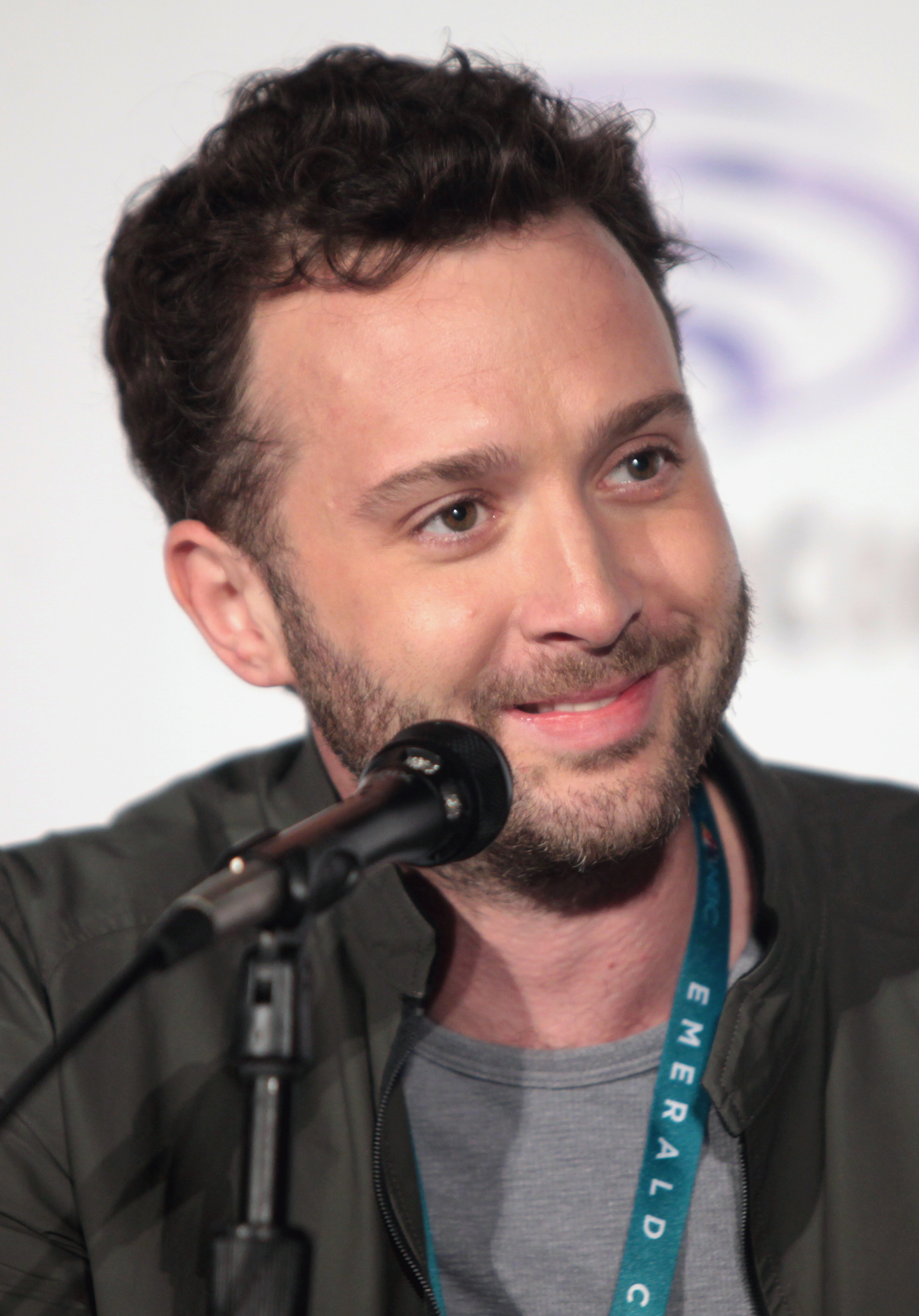

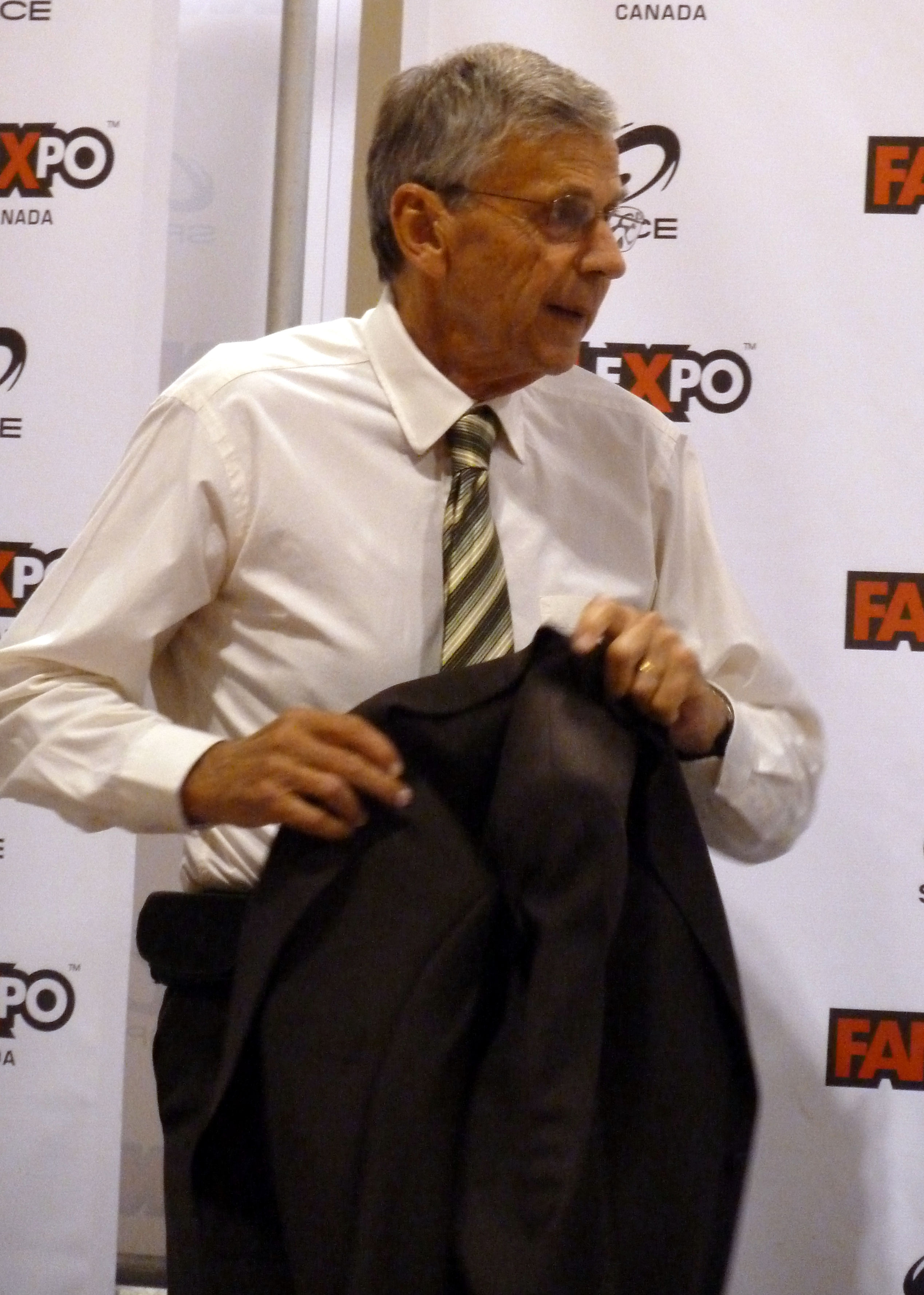

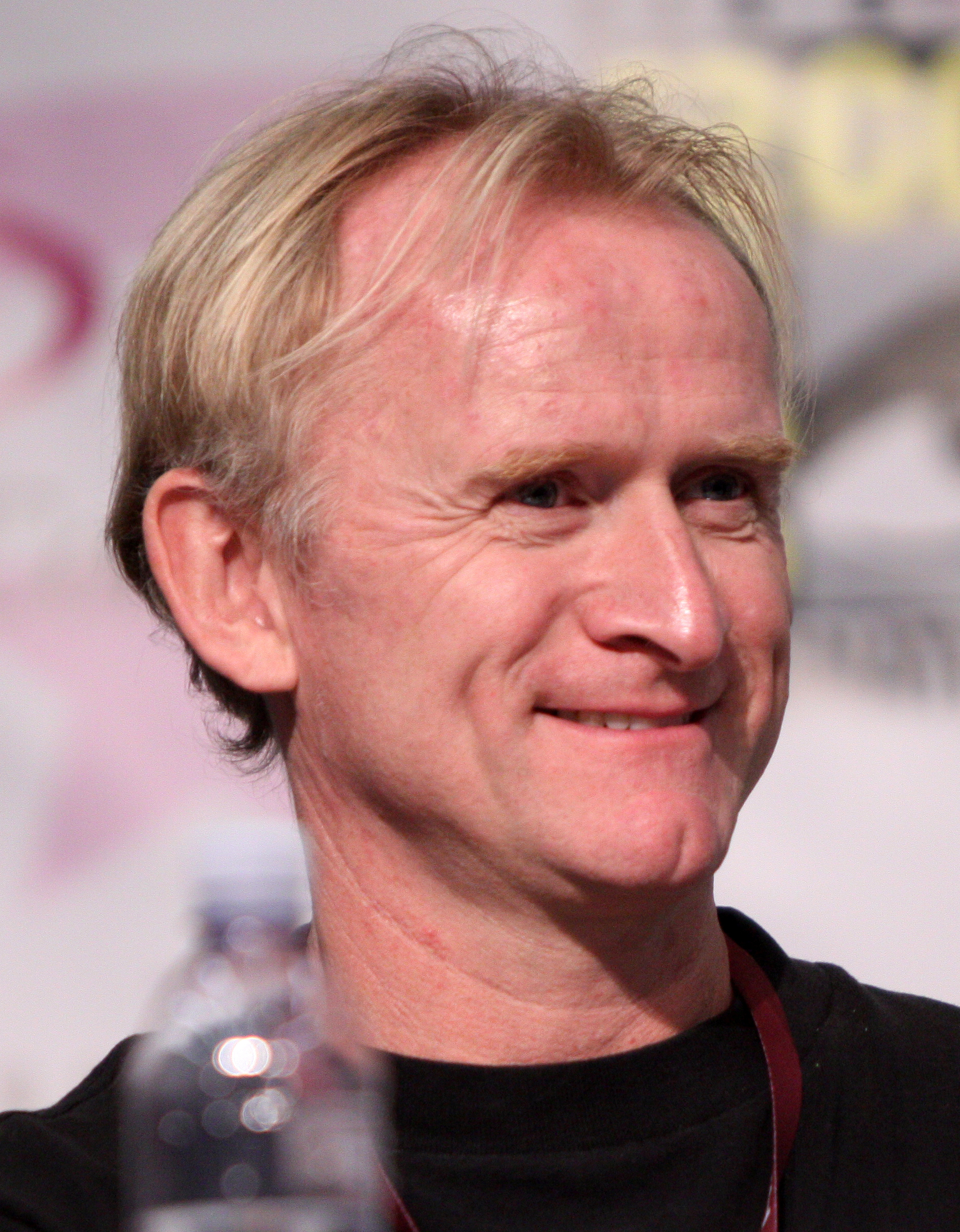

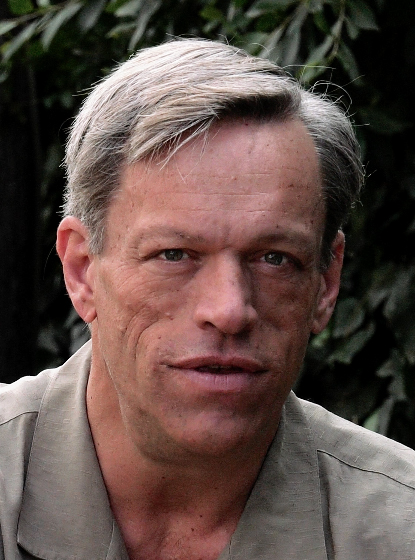

Малдер і Скаллі повертаються на місце свого першого розслідування, де відбувається серія викрадень. У лісі, за розповідями очевидців, впала літаюча тарілка. На місці у Скаллі гіршає здоров'я, тому Малдер, вважаючи, що вона в небезпеці, усуває її від справи. Дейна вивчає справу Біллі Майлза (який був викрадений і повернутий) та дізнається, що його енцефалограма мозку схожа з енцефалограмою Малдера. Це означає, що Малдер міг бути викрадений. Тим часом Курець на смертному одрі дає останні доручення Маріті Коваррубіас і Алексу Крайчеку: відродити проєкт. Скіннер з Малдером вирушають на місце знаходження НЛО, і Малдера викрадають. В цей час Скаллі дізнається, що вагітна.

## Зміст
Істина поза межами досяжного
У Белфлері (штат Орегон) детектив Майлз під'їжджає до місця повідомленої авіакатастрофи та займання в лісі. В часі їзди електронічний годинник в автівці рухається у зворотному напрямі. Коли Майлз приїжджає, у його машині відключається електрика та гідравліка, що призводить до аварії. Вийшовши з транспортного засобу, поранений Майлз виявляє що його наручний годинник летить в зворотному напрямі. Він виявляє свого заступника шерифа Рея Гоуза без свідомості у поліцейському автомобілі — і зі слідами оливи під очима. Біля дверей автівки він вступає у чужорідну кров. Майлз раптом стикається з людиною, ідентичною Гоузу, яка кровоточить зеленою рідиною, що вказує на те, що він — Мисливець за чужими головами.
Малдер гризеться з клерком ФБР щодо доцільності розслідування. Пізніше, в Тунісі, Маріта Коваррубіас домовляється про звільнення Алекса Крайчека з колонії. Той самий клерк ФБП вичитує Скаллі за марнотратство. Клерк розмовляє із Малдером і дуже дозоляє йому. В Орегоні двоє хлопців-підлітків, Гері та Річі, досліджують місце катастрофи, та стикаються з детективом Майлзом, який заперечує будь-яку аварію або пожежу, про яку повідомлялося в цьому районі. Тим часом, в Вашингтоні Фокс Малдер отримує дзвінок від Біллі Майлза, викраденого з Бельфлера сім років до того. Молодший Майлз розповідає йому про зникнення Гауза та його занепокоєння тим, що викрадення знову почалися.
Після повернення в США, Маріта і Алекс зустрічаються з Курцем у інвалідному візку — він курить через отвір у гортані, який повідомляє їм, що в Орегоні розбилося інопланетне судно. Курець розглядає аварію як шанс відновити Проєкт, але стверджує, що знайти його буде складно.
Помічники заступника шерифа проходять територію самостійно. У одного полісмена ліхтар загоряється — а лічильник радіації зашкалює.
Наступного ранку Малдер і Дейна Скаллі прибувають до Белфлеру, де досліджують дорогу з інцидентами попереднього дня. Зустрівши Біллі, вони виявляють, що він став місцевим поліцейським. Агенти також зустрічаються з «детективом Майлзом», не підозрюючи, що це переодягнений мисливець за головами, який вбив батька Біллі — Мисливець відчиняє багажник із трупом поліцейського та шпурляє туди речові докази.
Агенти розмовляють із дружиною Гауза і дивуються, коли її виявляють Терезою Німан, однією з інших викрадених у 1992 році. Доки Дейна бавить не свою дитину — Фокс дивиться на це дійство закоханими очима. Пізніше, переглядаючи матеріали справи, Скаллі стає погано. Мускулястий Фокс кладе Дейну в своє ліжко і гріє її своїми добрими порадами.
Тієї ночі Терезу пробуджує хтось біля її дверей — і це хтось в обличчі чоловіка Рей. Тереза вдаряє гострим предметом ніби-чоловіка — з нього тече зелена піна — а обіччя вдаряючої сходить кров'ю. Малдер і Скаллі прибувають до її будинку, щоб дізнатися, що це розслідує поліція, і Біллі повідомляє їм — Терезу взяли вночі. Скаллі раптом відчуває нудоту, що дуже турбує Біллі, але вона швидко відмовляється від допомоги.
Пізніше, під час розслідування місця катастрофи, Скаллі підіймають в повітря і вона тремтить, як і Гері. Малдер знаходить її ледь не без свідомості на землі. Тим часом Біллі заходить у свій будинок і націлює пістолет на чоловіка, який, здається, є його батьком. Після протистояння Біллі відмовляється від рушниці, після чого інша людина фізично перетворюється і виявляє себе Мисливцем за головами. У цей момент Малдер і Скаллі під'їжджають і заходять до будинку, не маючи можливості знайти Біллі чи його батька.
У лікарні Курець спілкується із Коваррубіас. Коли Малдер і Скаллі повертаються до Вашингтона, Волтер Скіннер підходить до них у своєму кабінеті, де до них приєднуються Маріта і Крайчек. Маріта виявляє, що Курець вмирає і що він хоче знайти НЛО в Орегоні, щоб перезапустити Проєкт. Крайчек повідомляє їм, що НЛО заховане за енергетичним полем. Група разом із Самотніми стрільцями знаходять докази, що вказують місце розташування НЛО. Малдер дає зрозуміти Скаллі, що він стурбований її здоров'ям, і відмовляється дозволити їй супроводжувати його назад в Орегон. Відповідаючи його занепокоєнням, Скаллі відмовляється дозволити Малдеру повернутися наодинці; Натомість Скіннер супроводжує Малдера.
Розслідуючи інцидент у Вашингтоні, Скаллі та Самотні стрільці знаходять докази того, що саме Малдер, а не Скаллі був би в небезпеці на місці викрадення в Орегоні. Однак одразу після виявлення цього Скаллі стає настільки погано, що Самотні стрільці доставляють її до лікарні. Тим часом Малдер і Скіннер вирушають у ліс, обладнані лазерами для пошуку НЛО. Помітивши місце, де лазери в повітрі припиняються, Малдер проходить енергетичним полем. Він знаходить можливість і приєднується до групи викрадених, включаючи Біллі та Терезу, що стоять під стовпом світла від НЛО; незабаром на них звертається Мисливець за головами. Малдер зникає з групою, поки приголомшений Скіннер стає свідком відходу НЛО.
У Вотергейті Крайчек та Маріта приїжджають до Курця, яка вже усвідомлює провал плану, але змирилася зі своєю долею. Коли Маріта стримує свого помічника, Крайчек викидає Курця з кімнати і кидає його вниз по сходах майданчика, імовірно, вбиваючи його.
Після госпіталізації, Скаллі каже Скіннеру, що, хоча вона цього не може зрозуміти — і що важливо, щоб він тримав це в таємниці — вона вагітна.

## Знімання
Поки йшло знімання вже сьомого сезону, багато членів знімальної групи відчували, що серіал вступив в останній сезон. Пізніше виконавчий продюсер Френк Спотніц пояснив, що «всередині шоу і за його межами було досить сильне почуття — настав час завершувати це». Однак із просуванням сезону з'явилася ідея створити іще один. Пол Рабвін пояснив: «ми виявили, що знову починаємо отримувати енергію… Коли наближалися до кінця сезону, всі мали якусь надію». Таким чином, коли прийшов час писати «Реквієм», продюсери розглядали кілька способів впоратися з епізодом. Першою ідеєю було те, що «Реквієм» міг послужити фіналом серіалу. Ще одна ідея, яка з'явилася, полягала в тому, що епізод може закінчитися підйомом, що призведе до восьмого сезону або фільму.
«Реквієм» намагався прояснити кілька аспектів серіалу. В одній послідовності Алекс Крайчек кидає Курця вниз по сходовому майданчику. Ніколас Ліа, зазначив: «Це один із чудових моментів персонажа, коли мені вдається штовхнути Білла Девіса вниз по сходах. У певному сенсі йому нічого втрачати — тому що його життя згоріло. Тож смерть не має такого жаху, як у молодого щасливого хлопця». Епізод також показав кілька ніжних моментів між Малдером і Скаллі, які, як стверджують Метт Гурвіц та Кріс Ноулі, у книзі «Повне досьє», багато шанувальників розцінили як «майже порнографічні в контексті їх тривалих вельми цнотливих стосунків».
Оскільки існував шанс, що сьомий сезон стане останнім, персонажа Біллі Майлза, якого зіграв Захарі Енслі, і який спочатку з'явився в пілотному епізоді, повернули і показали в «Реквіємі», щоб довести серіал до замкнення кола. Енслі також з'явиться у кількох епізодах восьмого сезону. Після завершення епізоду Девід Духовни висловив бажання залишити серіал. Він пояснив: «Я був ніби вільним агентом після сьомого сезону, і мені не було чого робити багато з точки зору персонажа. Отже, насправді це стосувалося того, що я хочу продовжувати інші частини своєї кар'єри — письменника, режисера і актора». Почали поширюватися чутки, які зрештою підтвердились, що на місце Малдера прийде інший персонаж. Багато шанувальників в інтернеті висловлювали переконання, що Мітч Піледжі, який виконав роль Волтера Скіннера, візьме на себе головну роль. Пізніше Піледжі назвав цю здогадку «смішною».
Режисером епізоду став Кім Меннерс. Спочатку Картер планував сам керувати епізодом, але врешті-решт він відчув, що це буде краще зроблено Меннерсом. Пізніше Меннерс зазначив, що він почувався дуже вшанованим цим жестом. Основне знімання епізоду розпочалось 20 квітня 2000 року — оскільки великі частини епізоду, а також «пілот» мали відбуватися в тому ж вигаданому місті Белфлер, Орегон. Це спричинило деякі непорозуміння, оскільки «пілот» спочатку був відзнятий у місці в долині Лінн у північному Ванкувері — в заповіднику Нижній Сеймур. Оскільки виробництво переїхало з Ванкувера до Лос-Анджелеса після завершення 5-го сезону, місце знімання в Каліфорнії було необхідним, щоб зобразити Орегон. Коли акторський склад та знімальна група закінчили зйомки, вони переїхали на Біг-Бер, розташований поблизу Біг-Бір-Лейк, штат Каліфорнія, що надало «ідеальне тло» для епізоду.
Епізод мав кілька складних ефектів, створених як за допомогою цифрових, так і фізичних засобів. Сцена, в якій Скаллі стикається з іншопланетним силовим полем, була створена із використанням джгута та спеціальних ефектів. Білл Міллар, продюсер ефектів, створив багато спецефектів для епізоду — включаючи інопланетні кадри, а також взаємодію з людьми — у будівлі в Біг-Бер. Епізод містить постать детектива Майлза, який перетворюється на Мисливця за головами, що вимагало поєднання різних кадрів Леона Руссома і Браяна Томпсона за допомогою технології синього екрану. Пол Рабвін назвав кадр у цьому епізоді «одним з найкращих, які ми коли-небудь робили».

## Показ і відгуки
«Реквієм» вперше вийшов в ефірі «Fox» у США 21 травня 2000 року. Цей епізод отримав рейтинг Нільсена 8,9 з часткою 14, що означає — приблизно 8,9 % всіх домогосподарств, обладнаних телевізором, і 14 % домогосподарства, які дивляться телевізор, були налаштовані на епізод. Його переглянули 15,26 мільйона глядачів. Епізод транслювався у Великій Британії та Ірландії на «Sky One» 13 серпня 2000 ррку, і його переглянуло 1,00 млн глядачів — він був найбільш переглядуваним епізодом того тижня. 13 травня 2003 року серія вийшла на «DVD» — як частина повного сьомого сезону. Через 2 роки епізод був включений у «Міфологію X-файлів», том 3 — Колонізація, колекція DVD, що містить епізоди за участю чужих колоністів.
Епізод отримав переважно позитивні відгуки критиків. Емілі Вандерверф з «The A.V. Club» нагородила його оцінкою «B +». Вона стверджувала, що епізод був «найкращим сезоном у фіналі сезону», і порівняла з фіналом другого сезону «Анасазі»; вона зазначила, що, хоча останній епізод був «досить дивовижним», «Реквієм» має «остаточну форму» і «відчуття, що ніколи не буде тим самим», що призвело до того, що його історіяскала закінчилася". Оглядачка також писала, що посилання на пілотний епізод допомогли показати, як серіал розвивався за сім років. Том Кессеніч у книзі «Іспити» дав епізоду переважно позитивний відгук. Попри жаль з приводу втрати Фокса Малдера, він зазначив, що «правда „Цілком таємно“ — це шоу, як ніяке інше, і „Реквієм“ ще раз довів, що на маленькому екрані справді є місце для магії, краси та любові. Я радий тому, що був свідком цього вже сім сезонів». Пізніше Кессеніч назвав епізод одним із «25 найкращих епізодів усіх часів» в «Цілком таємно», розмістивши під номером 20.
Кеннет Сілбер з «Space.com» назвав епізод інтригуючим і зазначив, що, хоча «Цілком таємно» занепадали «велику частину сьомого сезону, „ Реквієм“ ознаменував вкрай необхідне повернення до цієї міфології», і що він створив «сцену для того, що може бути цікавим восьмим сезоном». Річ Розелл з «DigitallyObsessed.com» нагородив епізод 4,5 із 5 зірок і написав: "Багато персонажів з минулого повертаються — кінцевий кліффенгер… Але це все — оформлення вітрин для великих сюрпризів, що завершують 7-й сезон, тим, що багато хто вважає смертельним дзвінком шоу, або, можливо, лише належним кінцем «. Роберт Ширман та Ларс Пірсон у своїй книзіХочучи вірити: Критичний путівник досьє X, „Тисячоліття та самотні озброєні“, оцінив епізод чотирма зірками з п'яти. Двоє зауважили, що, попри той факт, що він завершив „тьмяний“ сезон, епізод все-таки зумів забезпечити достатньо хороший кліффенгер, щоб утримати шанувальників до прем'єри восьмого сезону. Далі Ширман і Пірсон зазначили, що „всупереч шансам, після всіх розчарувань року“ Реквієм „досить сильний, щоб залишити свою аудиторію бажаючою більшого“
Пола Вітаріс з „Cinefantastique“ надала епізоду змішаний огляд і присудила йому 2 зірки з чотирьох. Попри те, що епізод був „найкращим епізодом сюжетної лінії та сезону за останні роки“, вона назвала фінал серії „однією із найгучніших помилок у міфології“ Цілком таємно».

## Знімалися
- Девід Духовни — Фокс Малдер
- Джилліан Андерсон — Дейна Скаллі
- Мітч Піледжі — Волтер Скіннер
- Леон Руссом — лейтенант Майлз
- Лорі Голден — Маріта Коваррубіас
- Ніколас Ліа — Алекс Крайчек
- Едді Кей Томас — Гері Колл
- Джад Тріхтер — Річі
- Захарі Енслі — Біллі Майлз
- Вільям Брюс Девіс — Курець
- Річард Ріле — Шоу
- Том Брейдвуд — Мелвін Фрогікі
- Брюс Гарвуд — Джон Фітцджеральд Байєрс
- Дін Хаглунд — Річард Ленглі
- Браян Томпсон — Мисливець за головами
- Пітер Макдіссі — тюремний охоронець
- Сара Коскофф — Тереза Коес